# Beauty Queens
Beauty Queens — сербская женская музыкальная группа, которая выступала в качестве бэк-вокалисток победительницы Евровидения-2007 Марии Шерифович в Хельсинки. Официально образована в мае 2007 года уже после окончания Евровидения.

## Состав

### Текущий
- Саня Богосавлевич
- Сузана Динич
- Ксения Милошевич

### Бывшие участницы
- Ана Миленкович
- Ивана Селаков

## Деятельность группы
Пять солисток группы выступили на Евровидении-2007 как бэк-вокалистки сербской певицы Марии Шерифович, которая исполняла песню «Molitva». Мария выиграла конкурс, а позднее были записаны версии на английском, русском и финском (причём финскую версию исполняли только Beauty Queens). Сама же группа впервые официально выступила после Евровидения в июле 2007 года, на музыкальном фестивале в Будве, где заняла 2-е место с песней «Pet na jedan», вошедшей в радиочарты. В августе выступила на фестивале Ohrid Fest с песней «Protiv srca» (снова 2-е место), которая заняла ведущие позиции во всех музыкальных чартах Македонии.
В марте 2008 года группа выступала с песней «Zavet» на сербском национальном отборе Евровидения: в полуфинале группа заняла 1-е место, но в финале стала 3-й (победила Елена Томашевич). Песню «Zavet» написали Владимир Гаич и Саша Милошевич-Маре, авторы песни «Molitva» для Марии Шерифович. Группа с этой песней выступила на конкурсе песни Евровидения «Второй шанс 2008», организованном OGAE (Генеральной организацией любителей Евровидения) для песен, не попавших на Евровидение. «Beauty Queens» заняли там 9-е место с 68 баллами (победила шведка Санна Нильсен с песней «Empty Room»).
1 июня 2008 года на музыкальном фестивале во Врнячке-Бане «Beauty Queens» выступили в интервал-акте с песней «Hajde da ludujemo» певицы Тайци, выступавшей на Евровидении-1990. Также они заняли 3-е место на фестивале «Сунчане скале» с песней «Ti ili on», а также выступили на шоу о белградской ночной жизни, показанном на Discovery Channel.
В 2009 году на сербском отборе на Евровидение группа заняла 5-е место вместе с Оскаром и Джордже Марьяновичем с песней «Superstar». В 2010 году на фестивале «Сунчане скале» заняла 5-е место с песней «Dve iste».

## Дискография

### Альбомы
- Ne Mogu Te Naći (2011)
- Beauty Queens (2012)

### Синглы
- Rukoilen (2007)
- Pet na jedan (2007)
- Protiv srca (2007)
- Zavet (2008)
- Ti ili on (2008)
- Afrodizijak (2009)
- Superstar (2009), feat. Oskar & Dordje Marjanovic
- Dve iste (2010)